# Кашкаров, Игорь Алексеевич
И́горь Алексе́евич Кашкаров (род. 5 мая 1933, Малмыж, Кировская область) — советский легкоатлет, бронзовый призёр Олимпийских игр. Мастер спорта СССР (1956). Заслуженный мастер спорта СССР (1957).
По некоторым данным умер 4 мая 2004 года в Брянске.

## Карьера
На Олимпиаде в Мельбурне в 1956 году Игорь участвовал в прыжках в высоту и завоевал бронзовую медаль, уступив австралийцу Чилле Портеру и американцу Чарльзу Дюмасу.
На чемпионате Европы по лёгкой атлетике 1958 года в Стокгольме был 4-м (2,06).

### Тренер
Первой ученицей тренера Игоря Кашкарова стала Антонина Окорокова. Сотрудничество было результативным. Вскоре она изменила угол разбега и выиграла Спартакиаду народов СССР 1967 года.

## Результаты

### Соревнования
квалификация
| Год             | Соревнования            | Город           | Дата            | Результат       | Место           | Видео           |
| Прыжки в высоту | Прыжки в высоту         | Прыжки в высоту | Прыжки в высоту | Прыжки в высоту | Прыжки в высоту | Прыжки в высоту |
| --------------- | ----------------------- | --------------- | --------------- | --------------- | --------------- | --------------- |
| 1956            | Летние Олимпийские игры | Мельбурн        | 23 ноября       | 1,92 (Q)        | 1               |                 |
| 1956            | Летние Олимпийские игры | Мельбурн        | 23 ноября       | 2,08            | III             |                 |
| 1958            | Чемпионат Европы        | Стокгольм       | 23 августа      | 1,93 (Q)        | 8               |                 |
| 1958            | Чемпионат Европы        | Стокгольм       | 24 августа      | 2,06            | 4               |                 |
| 1961            | Универсиада             | София           | 31 августа      | 1,90 (Q)        | 5               |                 |
| 1961            | Универсиада             | София           | 31 августа      | 2,06            | II              |                 |

| Год  | Город    | Дата          | Результат | Место |
| ---- | -------- | ------------- | --------- | ----- |
| 1955 | Тбилиси  | 13—17 ноября  | 1,97      | I     |
| 1956 | Москва   | 9 августа     | 2,00      | II    |
| 1958 | Таллин   | 19—21 июля    | 2,03      | III   |
| 1959 | Москва   | 9—14 августа  | 2,11      | I     |
| 1961 | Тбилиси  | 3—9 октября   | 2,06      | 4     |
| 1963 | Москва   | 11 августа    | 2,00      | 6     |
| 1965 | Алма-Ата | 14—17 октября | 2,05      | 5     |

### Рекорды СССР
| Результат | Город    | Дата             |
| --------- | -------- | ---------------- |
| 2,06      | Нальчик  | 22 апреля 1956   |
| 2,07      | Берген   | 19 июня 1956     |
| 2,08      | Москва   | 1 июля 1956      |
| 2,09      | Бухарест | 16 сентября 1956 |
| 2,10      | Ташкент  | 21 октября 1956  |

## Награды
- Орден «Знак Почёта» (27.04.1957) — «за успехи, достигнутые в деле развития массового физкультурного движения в стране, повышения мастерства советских спортсменов, и успешное выступление на международных соревнованиях»